# بيتر جنكينز (دبلوماسي)
بيتر جنكينز (بالإنجليزية: Peter Jenkins)‏ هو دبلوماسي بريطاني، ولد في 1950.